# Nemoura pirinensis
Nemoura pirinensis är en bäcksländeart som beskrevs av Raušer 1962. Nemoura pirinensis ingår i släktet Nemoura och familjen kryssbäcksländor. Inga underarter finns listade i Catalogue of Life.